# Yanguas de Eresma
Yanguas de Eresma település Spanyolországban, Segovia tartományban. Yanguas de Eresma Tabanera la Luenga, Escarabajosa de Cabezas, Cantimpalos, Armuña és Añe községekkel határos. Lakosainak száma 117 fő (2024).

## Népesség
A település népessége az elmúlt években az alábbi módon változott:
| Lakosok száma | 191  | 196  | 168  | 165  | 159  | 133  | 140  | 128  | 125  | 117  |
|               | 2001 | 2004 | 2007 | 2009 | 2012 | 2014 | 2017 | 2019 | 2022 | 2024 |